# Liwā' Qaşabat al Karak
Liwā' Qaşabat al Karak (arabiska: لواء قصبة الكرك) är ett departement i Jordanien.   Det ligger i guvernementet Karak, i den centrala delen av landet, 90 km söder om huvudstaden Amman.